# Домналл мак Муйрхертайг Уа Бриайн

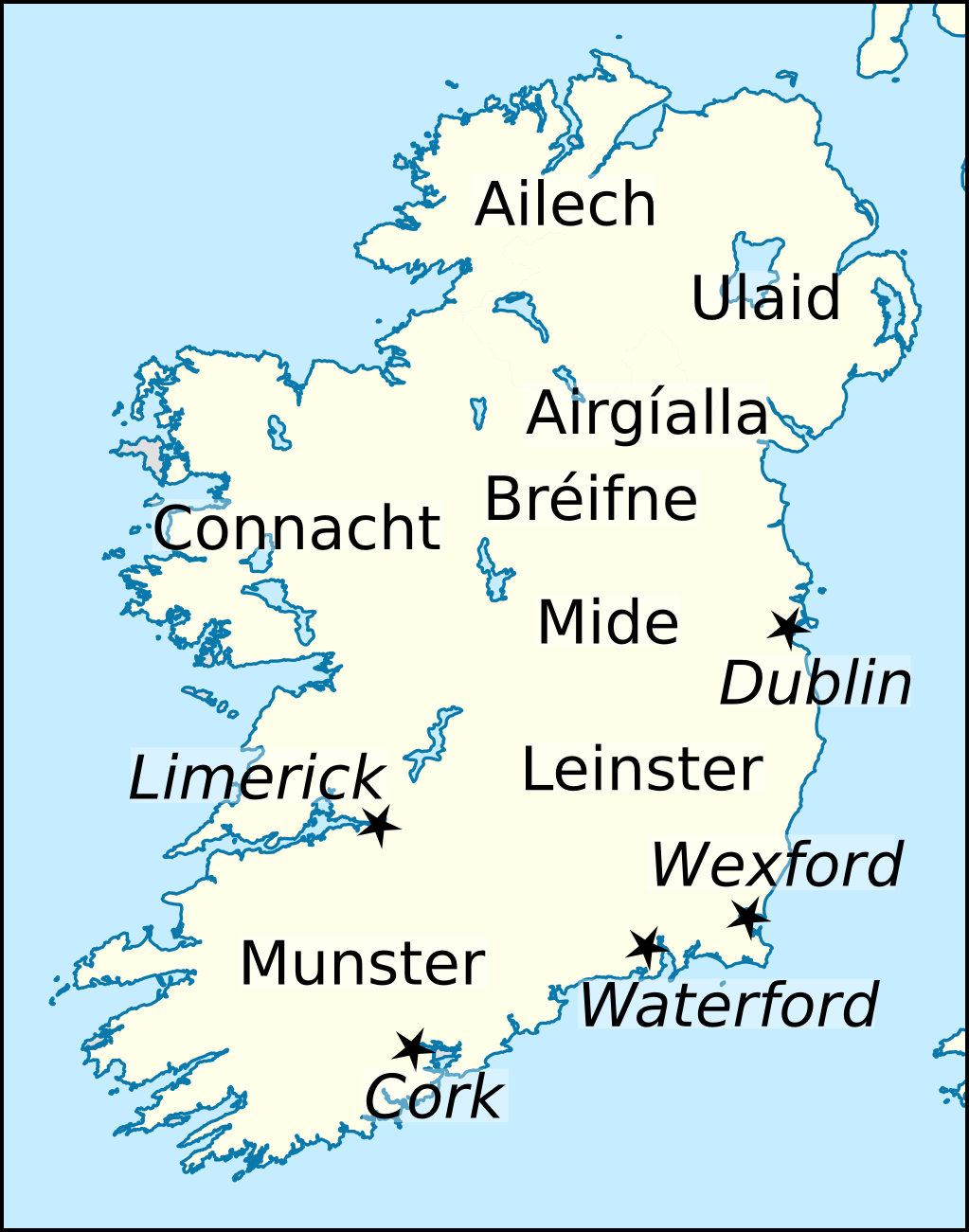
Ирландские королевства в средние века

Домнал мак Муйрхертах Уа Бриайн (также известен как Домнал Геррламках и Домнал Уа Бриайн; умер в 1135) — король Дублина из династии Уи Бриайн (ок. 1094—1102, 1103—1118); сын Муйрхертаха Уа Бриайна (ок. 1050—1119), короля Мунстера (1086—1114, 1115—1116, 1118—1119) и верховного короля Ирландии (1101—1119).

## Биография
Домнал был одним из двух сыновей верховного короля Ирландии и короля Мунстера Муйрхертаха Уа Бриайна (ок. 1050—1119). Его брата звали Матгамайн (ум. 1129). Матерью Домнала была Дербфргайлл, дочь Лехлобайра Уа Лайдгнена (ум. 1078), короля Айргиаллы (1048—1053).
Муйрхертах Уа Бриайн был одним из трёх сыновей короля Мунстера и верховного короля Ирландии Тойрделбаха Уа Бриайна (ум. 1086). В 1075 году Тойрделбах Уа Бриайн назначил Муйрхертаха королём Дублина и своим соправителем. После смерти Тойрделбаха в 1086 году королевство Мунстер было разделено между его тремя сыновьями: Тагдом, Диармайтом и Муйрхертахом. После смерти Тадга в том же 1086 году Муйрхертах начал борьбу за власть со своим братом Диармайтом, который занимал королевский трон Мунстера в 1086, 1114—1115, 1116—1118 годах. В 1094 году Муйрхертах восстановил свой контроль над Дублинским королевством, захваченным в 1091 году королём Мэна Годредом Крованом (ум. 1095). В 1094 году Муйрхертах изгнал Годреда Крована из Дублина. В 1095 году после смерти Годреда Крована Муйрхертах Уа Бриайн посадил на троне Королевства Островов своего племянника Домналла Мак Тадга (ум. 1115). Через три года Домналл Мак Тадг вынужден был покинуть острова и вернулся в Ирландию, лишившись поддержки островитян. Норвежский король Магнус Голоногий, заключивший союз с Муйрхертахом Уа Бриайном, подчинил своей власти Гебриды и остров Мэн (1098) и Дублинское королевство (1102), но в следующем 1103 году погиб в Ольстере. В 1111 году Домналл Мак Тадг, действуя без согласия своего дяди Муйрхертаха Уа Бриайна, вторично подчинил Королевство Островов, но вскоре вынужден был вернуться назад в Ирландию. Возможно, Домналл был изгнан самими островитянами, или он сам вернулся в Ирландию, чтобы воспользоваться ухудшающимся здоровьем своего дяди Муйрхертаха Уа Бриайна.
В 1114 году королевский трон в Мунстере захватил Диармайт Уа Бриайн (ум. 1118), изгнавший своего брата Муйрхертаха. Книга Мак Карти сообщала, что Домнал был посажен на королевский трон Дублина своим отцом в 1114 году. В 1115 году король Лейнстера Доннхад мак Мурхада (ум. 1115) и Конхобар Уа Конхобайр Файльге, король Уи Файльге (ум. 1115) предприняли поход на Дублинское королевство. Согласно Анналам Инишфаллена и Анналам Ульстера, дублинцы под командованием Домнала отразили объединенное войско противника. В сражении погибли сам Доннхад мак Мурхада и его союзник.
В 1115 году Муйрхертах Уа Бриайн смог вернуть себе королевский престол в Мунстере. В том же году Дублин был захвачен новым королём Лейнстера Диармайтом Мак Энной (ум. 1117). После смерти Диармайта Домналл мак Муйрхертах смог вернуть себе дублинский престол. Согласно Анналам Лох Кри, Анналам четырёх мастеров, Хроникам скоттов и Анналам Тигернаха, король Коннахта Тойрделбах Уа Конхобайр (1088—1156) в 1118 году подчинил своей власти Дублин. В 1119 году после смерти Муйрхертаха Уа Бриайна новый верховный король Ирландии Тойрделбах Уа Конхобайр разделил королевство Мунстер между Тадгом Мак Муйредайгом Маккарти (ум. 1123), королём Десмонда, и Конхобаром мак Диармайтом O’Брайеном (ум. 1142), королём Томонда. Домналл мак Муйрхертах не получил королевского трона и в дальнейшем не упоминается в политической жизни Ирландии.
Согласно Анналам четырёх мастеров, Домнал мак Муйрхертах Уа Бриайн скончался в 1135 году в Лисморе.
Его сыновьями были Конхобар Мак Домнайл Уи Бриайн, король Ормонда (ослеплен в 1128), и Лугайд мак Домнайл Уи Бриайн (ум. 1151).